# Katrin Hart
Katrin Hart (* 1950 in Rostock) ist eine deutsche Kabarettistin.

## Leben
Katrin Hart absolvierte eine Ausbildung zur Filmkopierfacharbeiterin in Berlin und studierte von 1969 bis 1973 Kultur- und Theaterwissenschaft in Leipzig. Seit 1969 ist sie Ensemble-Mitglied des Leipziger Kabaretts academixer und war mit dessen Mitbegründer Jürgen Hart bis zu dessen Tod 2002 verheiratet. Zwischen 1972 und 1978 arbeitete sie zusätzlich auch als Lektorin und Redakteurin. Von 1990, bis es dessen Gesundheitszustand nicht mehr zuließ, trat sie mit ihrem Mann Jürgen Hart auch in Soloprogrammen auf. Seit dessen Tod tritt sie auch alleine auf, unter anderem mit den Programmen Die perfekte Notlösung und Doppelt Hart.
Im Jahr 2006 stellte der Mitteldeutsche Rundfunk Katrin Hart und Christian Becher vom Kabarett academixer in der Sendung Hier ab vier vor. Im Jahr 2009 wurde Katrin Hart als Vertreterin der „Stiftung Bürger für Leipzig“ in Berlin mit dem Förderpreis „Aktive Bürgerschaft“ geehrt. Sie ist Vorsitzende des Stiftungsrates. Über den Einfluss von Künstlern auf die friedliche Revolution 1989 in Leipzig berichtete sie im August 2009 in der Phoenix-Sendung Thema Leipzig – 20 Jahre friedliche Revolution.
Seit Januar 2025 hat sich Katrin Hart vollständig vom Kabarett zurückgezogen und führt seitdem nur noch einzelne Lesungen durch.